# توم وجيري: روبن هود وفأره المرح
توم وجيري: روبن هود والفأر المرح هو فيلم رسوم متحركة أمريكي من نوع أكشن ومغامرات وكوميديا موسيقية، صدر عام 2012، من بطولة ثنائي القط والفأر الحائز على جائزة الأوسكار سبع مرات توم وجيري بالإضافة إلى البطل الخارج عن القانون روبن هود. أنتج الفيلم بواسطة شركة وارنر براذرز أنيميشن وشركة تيرنير انترتيمينت [الإنجليزية] وصدر على أقراص دي في دي وبلو راي في 28 سبتمبر 2012.
يحيي الفيلم ذكرى الممثل والتلفزيون والكاتب الكوميدي ومشرف القصة والسيناريو إيرل كريس، الذي وافته المنية في 19 سبتمبر 2011، إثر إصابته بسرطان الكبد.

## روابط خارجية
- توم وجيري: روبن هود وفأره المرح على موقع IMDb (الإنجليزية)
- توم وجيري: روبن هود وفأره المرح على موقع روتن توميتوز (الإنجليزية)
- توم وجيري: روبن هود وفأره المرح على موقع قاعدة بيانات الأفلام العربية
- توم وجيري: روبن هود وفأره المرح على موقع ألو سيني (الفرنسية)
- توم وجيري: روبن هود وفأره المرح على موقع أول موفي (الإنجليزية)
- توم وجيري: روبن هود وفأره المرح على موقع فيلمافينيتي (الإسبانية)
- توم وجيري: روبن هود وفأره المرح على موقع قاعدة بيانات الفيلم (الإنجليزية)
- توم وجيري: روبن هود وفأره المرح على موقع ليتربوكسد (الإنجليزية)
- توم وجيري: روبن هود وفأره المرح على موقع كينوبويسك (الروسية)